# DD Андромеды
DD Андромеды (лат. DD Andromedae) — одиночная переменная звезда в созвездии Андромеды на расстоянии (вычисленном из значения параллакса) приблизительно 2858 световых лет (около 876 парсеков) от Солнца. Видимая звёздная величина звезды — от +13,5m до +12,7m.

## Характеристики
DD Андромеды — красная пульсирующая медленная неправильная переменная звезда (LB) спектрального класса M6,5: или M6/7. Эффективная температура — около 3295 K.